# 베이징 지하철 15호선
베이징 지하철 15호선(중국어: 北京地铁15号线 / 중국어 간체자: 北京地铁15号线, 정체자: 北京地鐵15號線, 병음: běijīng dìtiě shíwǔhào xiàn)은 베이징 지하철의 노선이다. 개통은 2010년 12월 30일에 개통되었으며, 현재 연장 구간은 2014년 12월 28일 개통되었다.
이 노선은 서쪽 하이뎬구 칭화둥루시커우(清华东路西口)에서 베이징 북부를 가로 질러 동쪽의 순이구 펑보(俸伯)까지 총 41.4 km 길이로 되어있다. 이 노선은 닛폰 신호(日本信号)에서 공급하는 Sparcs CBTC 시스템을 사용한다.
이 노선은 두 구간에 걸쳐서 건설되었다. 1단계 구간은 하이뎬구 칭화둥루시커우에서 순이구 펑보까지 15호선의 동쪽 절반을 담당하고 있다. 비용은 176억 위안이다.
베이징 지하철의 다른 노선과 비슷하게 6량의 열차로 되어있다. 지하 구간은 최대 38 m 깊이에 있어 베이징 지하철 시스템에서 가장 깊다. 러시아워에서 열차는 5분 간격으로 운행되며, 펑보역에서 칭화둥루시커우역까지는 60분이 소요된다.

## 경로
1단계는 38.3 km 길이에 18개의 역이 계획되었으며, 15호선의 동쪽 절반을 차지하며, 순이구의 교외를 연결하여, 주요 환승역은 왕징시(13호선), 다툰루둥(5호선), 올림픽공원(8호선)이 있다. 현재 1단계의 세 구간이 모두 완공된 상태이다. 20개의 역이 있으며 길이가 41.4 km이다. 운영 구간은 하이뎬구에 있는 칭화둥루시커우에서부터 순이구의 펑보까지 이어진다. 15호선은 칭화둥루시커우 - 마취안잉(马泉营)까지 지하로 가다가, 지상으로 나와 고가를 통해 허우사위까지 가다가 다시 지하로 가서 차오바이허 밑을 지나 펑보까지 이른다. 15호선의 주요 역세권으로 궈잔역에 위치한 중국국제전람센터(中国国际展览中心, China International Exposition Center, CIEC)가 있다. 새로운 CIEC는 2012년에 80만 명이 방문한 베이징 국제 자동차 전시회를 매년 개최한다.

## 역사
15호선을 계획하는 동안, 동쪽 종착지를 후첸제에서 차오바이허 동쪽으로 바꾸었다. 2009년 4월 11일 순이구의 15호선 1단계 구간 공사가 시작되었다. 그 당시, 15호선의 1단계 구간은 31.15 km 길이에 12개의 역이 있었다.
2009년 건설 일정에 따르면 2011년 12월 30일 1단계 구간 동부 구간 18.5 km 길이의 7개 역)이 먼저 열릴 예정이었고, 1단계 구간의 나머지는 2013년 5월에 이어질 예정이었다. 그러나, 2009년 10월 28일 15호선의 1단계에서 선로 부설이 시작되었을 때, 15호선의 건설 일정은 1단계 구간이 31 km 길이의 12개 역에서 38 km 길이의 및 18개 역으로 확대 개정되었고, 2단계 계획도 수정되었다. 2개 구간 대신 1단계가 세 구간으로 구성되어 개통되었다.
1단계 1구간인, 왕징시 - 허우사위 간이 2010년 12월 30일에 개통하였다. 2구간인, 허우사위 - 펑보 간은 2011년 말에 연장되었다. 3구간인,칭화둥루시커우 - 관좡 간은 2014년 12월 28일에 연장되었다.
| 구간                    | 개통일자         | 연장        |
| ----------------------- | ---------------- | ----------- |
| 왕징시 - 허우사위       | 2010년 12월 30일 | 17.725 km   |
| 허우사위 - 펑보         | 2011년 12월 31일 | 11.060 km   |
| 칭화둥루시커우 - 왕징시 | 2014년 12월 28일 | 9.944 km    |
| 다툰루둥                | 2015년 12월 26일 | 중간 추가역 |
| 왕징둥                  | 2016년 12월 31일 | 중간 추가역 |

## 역 목록
| 역명           | 중국어       | 영어                                  | 접속 노선 | 버스 환승* | 역간 거리 km | 영업 거리 km | 소재지   |
| -------------- | ------------ | ------------------------------------- | --------- | --- | ------------ | ------------ | -------- |
|                |              |                                       |           | |              |              |          |
| 칭화둥루시커우 | 清华东路西口 | Qinghuadongluxikou                    | 13        | 333 355 438 466 594 运通110 专12 | 0.00         | 0.00         | 하이뎬구 |
| 류다오커우     | 六道口       | Liudaokou                             | 창핑      | 26 355 392 398 438 478 490 577 594 606 609 632 693 特15 夜4 夜14 运通103 运通110 运通126 专12                                             | 1.17         | 1.17         | 하이뎬구 |
| 베이사탄       | 北沙滩       | Beishatan                             | 19        | 16 26 305 307 345 425 484 518 577 594 607 617 618 625 635 695 751 特13 特15 夜14 夜38 运通109 运通110                                     | 1.34         | 2.51         | 하이뎬구 |
| 올림픽공원     | 奥林匹克公园 | Olympic Green                         | 8         | 311 379 484 594 617 695 751 运通110 专40                                                                                                  | 2.01         | 4.52         | 차오양구 |
| 안리루         | 安立路       | Anlilu                                |           | 108 124 301 311 319 379 415 419 425 426 466 484 518 538 594 617 653 695 751 905 984 BRT3(快速公交3) BRT3区(快速公交3区) 特11 运通110 专40 | 1.34         | 5.86         | 차오양구 |
| 다툰루둥       | 大屯路东     | Datunlu East                          | 5         | 311 319 415 425 430 464 484 538 569 594 596 617 620 695 751 夜26 专40                                                                     | 0.92         | 6.78         | 차오양구 |
| 관좡           | 关庄         | Guanzhuang                            |           | 386 569 | 1.11         | 7.89         | 차오양구 |
| 왕징시         | 望京西       | Wangjing West                         | 13 17     | 445 471 538 547 571 851 854 882 905 928 970快 985 987 运通110 专112                                                                       | 1.88         | 9.77         | 차오양구 |
| 왕징           | 望京         | Wangjing                              | 14        | 130 131 404 416 421 471 593 621 682 851 855 991 夜32 运通104 运通111                                                                      | 1.71         | 11.48        | 차오양구 |
| 왕징둥         | 望京东       | Wangjing East                         |           | 547 专112 | 1.62         | 13.10        | 차오양구 |
| 추이거좡       | 崔各庄       | Cuigezhuang                           |           | 415 944 991 专116 | 2.55         | 15.65        | 차오양구 |
| 마취안잉       | 马泉营       | Maquanying                            |           | 944 988 991 | 1.94         | 17.59        | 차오양구 |
| 쑨허           | 孙河         | Sunhe                                 |           | 405 415 538 586 696 847 850 854 857 867 915 916 923 936 942 980 991                                                                       | 3.37         | 20.96        | 차오양구 |
| 궈잔           | 国展         | China International Exhibition Center |           | 850 867 915 916 923 933 936 942 955 980                                                                                                   | 3.39         | 24.35        | 순이구   |
| 화리칸         | 花梨坎       | Hualikan                              |           | 867 915 916 923 933 936 955 980 | 1.62         | 25.97        | 순이구   |
| 허우사위       | 后沙峪       | Houshayu                              |           | 855 867 915 916 923 936 955 980 | 3.36         | 29.33        | 순이구   |
| 난파신         | 南法信       | Nanfaxin                              |           | 顺4 顺27 顺38 | 4.57         | 33.90        | 순이구   |
| 스먼           | 石门         | Shimen                                | 퉁미선    | 915 915快 | 2.72         | 36.62        | 순이구   |
| 순이           | 顺义         | Shunyi                                |           | 850 850快 856 915 915快 945 | 1.33         | 37.95        | 순이구   |
| 펑보           | 俸伯         | Fengbo                                |           | 856 915 915快 918 923 924 945 970 | 2.57         | 40.52        | 순이구   |
|                |              |                                       |           | |              |              |          |

## 사진첩

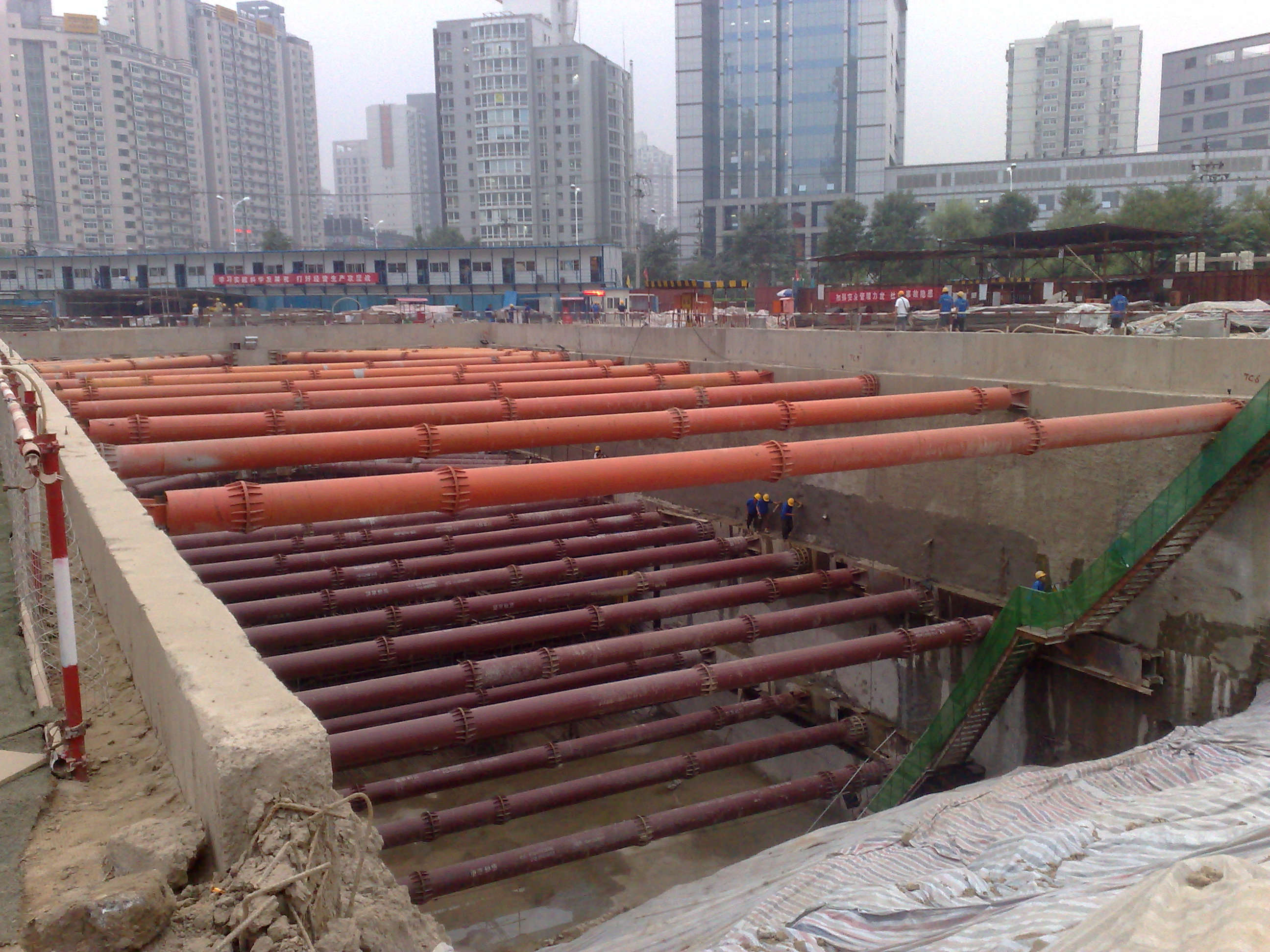
왕징역 근처에 건설중인 15호선(사진 촬영 2009년 9월 3일)
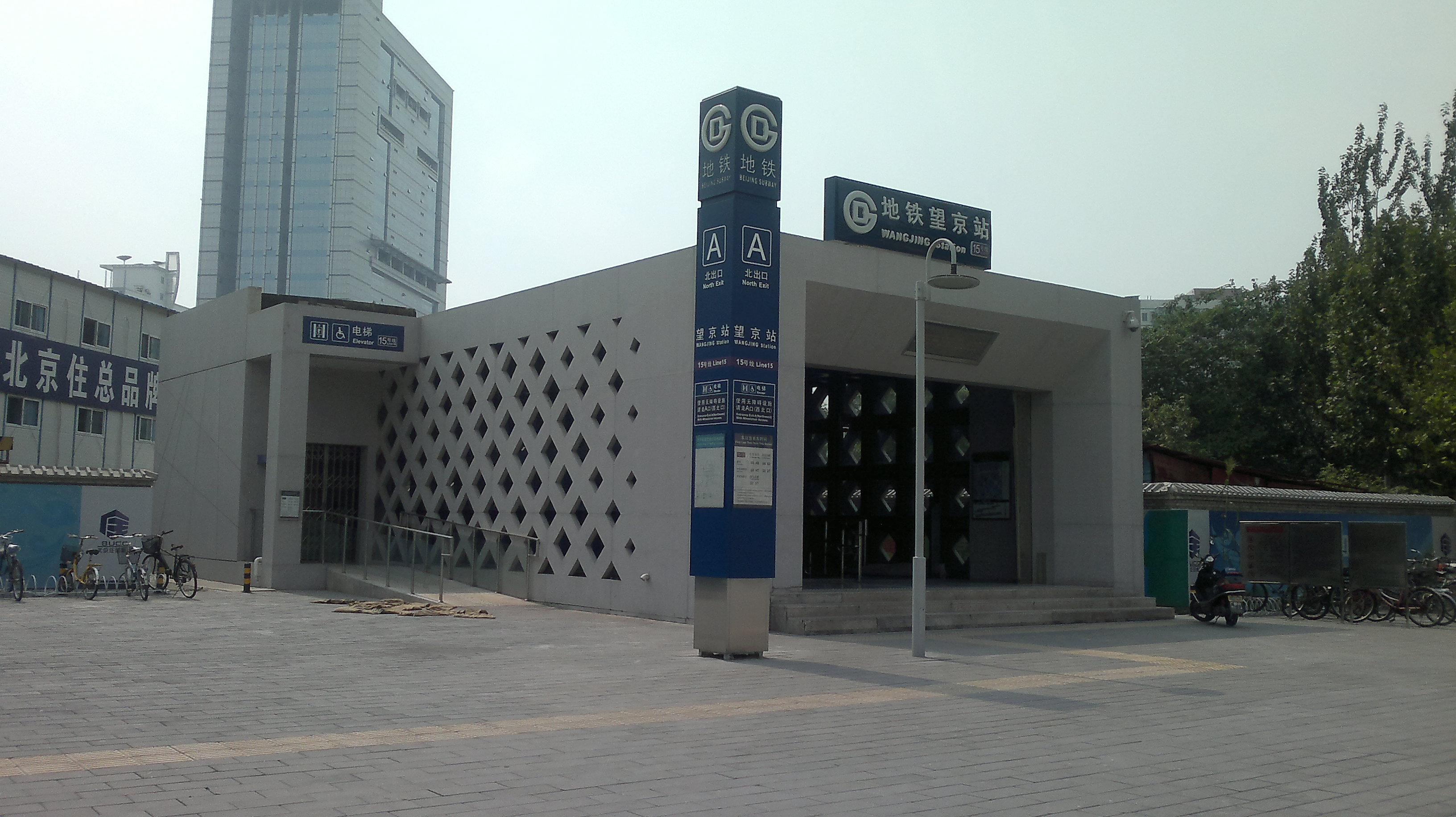
왕징역
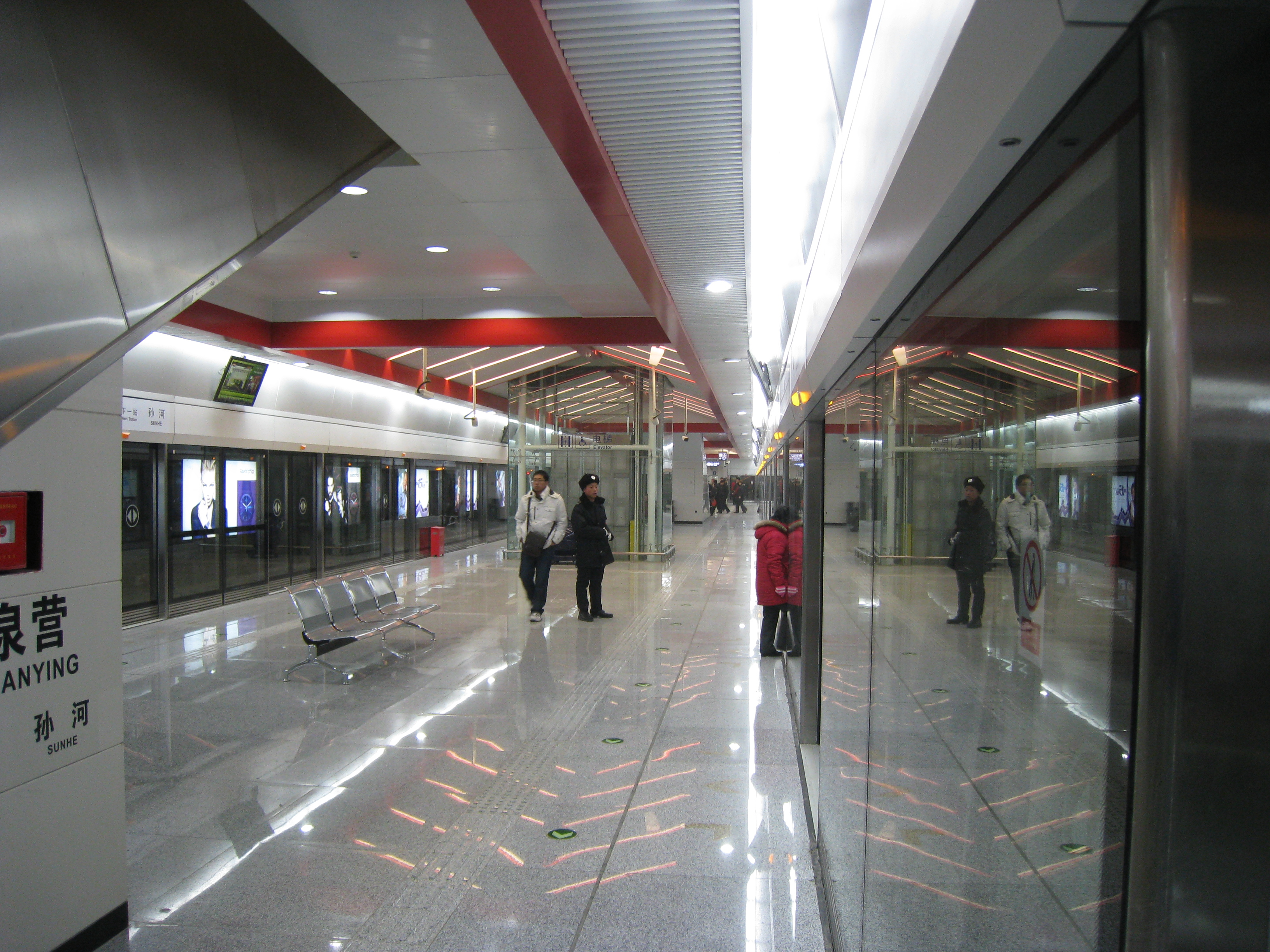
마취안잉역
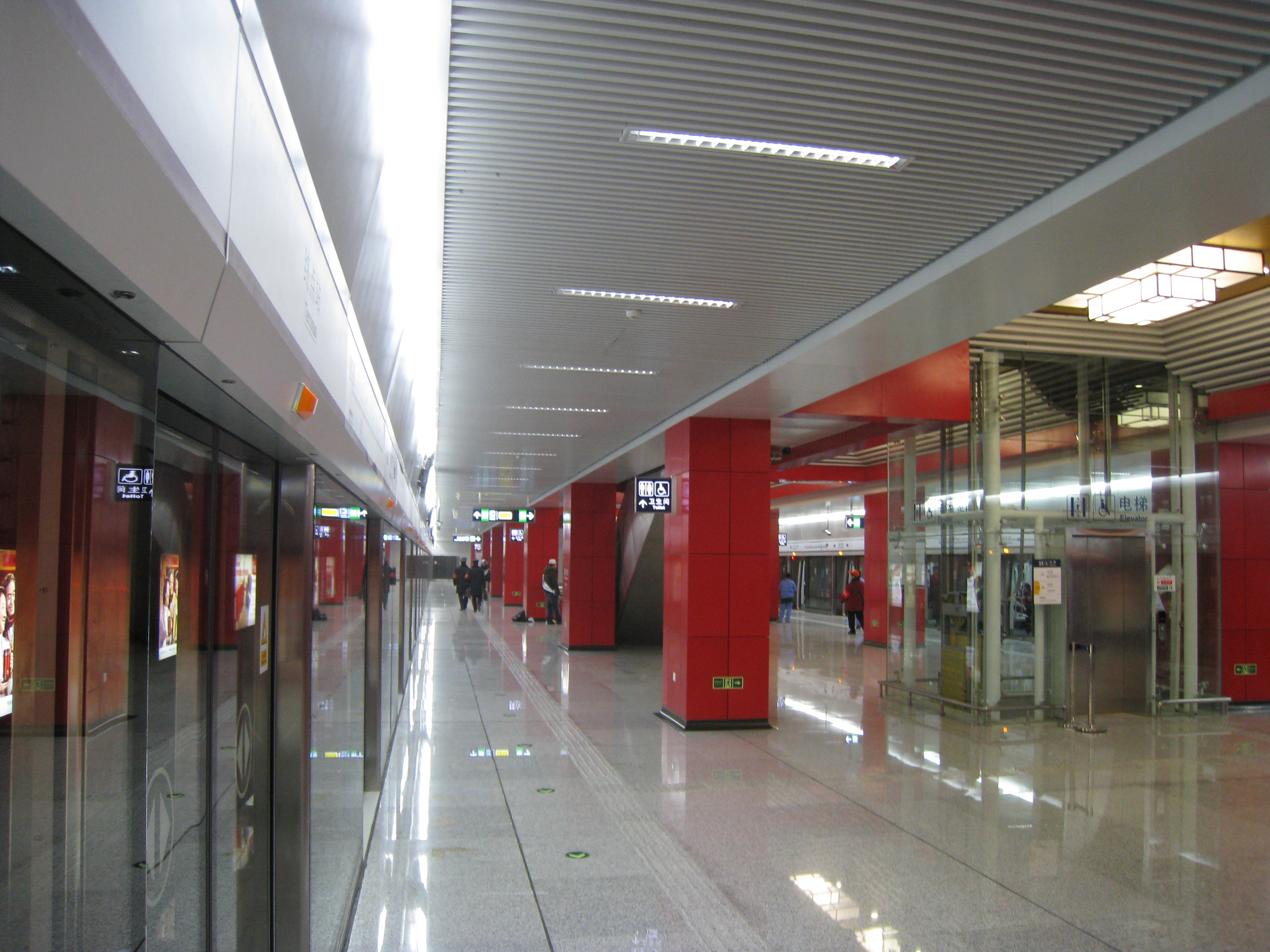
왕징시역
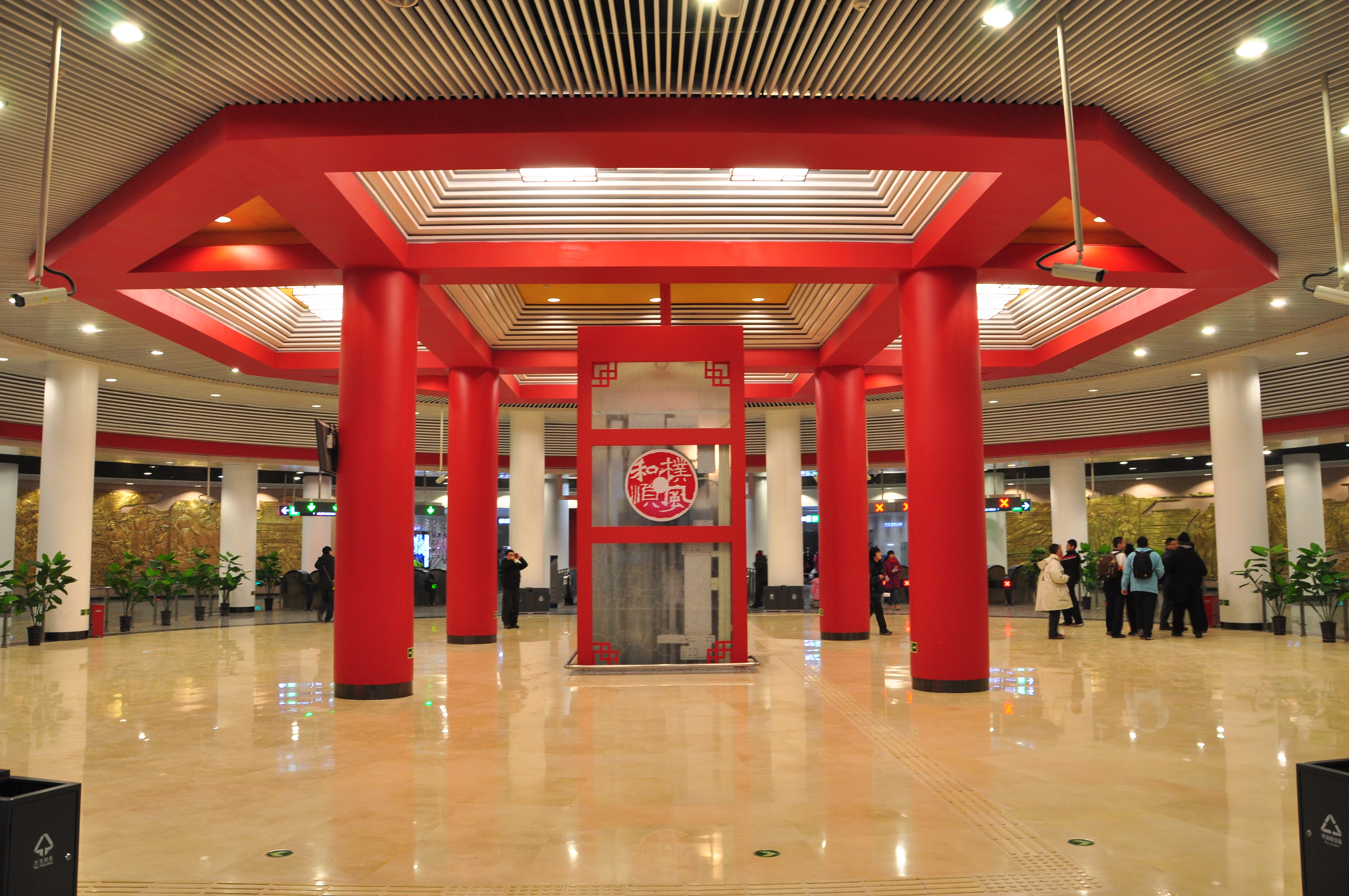
순이역
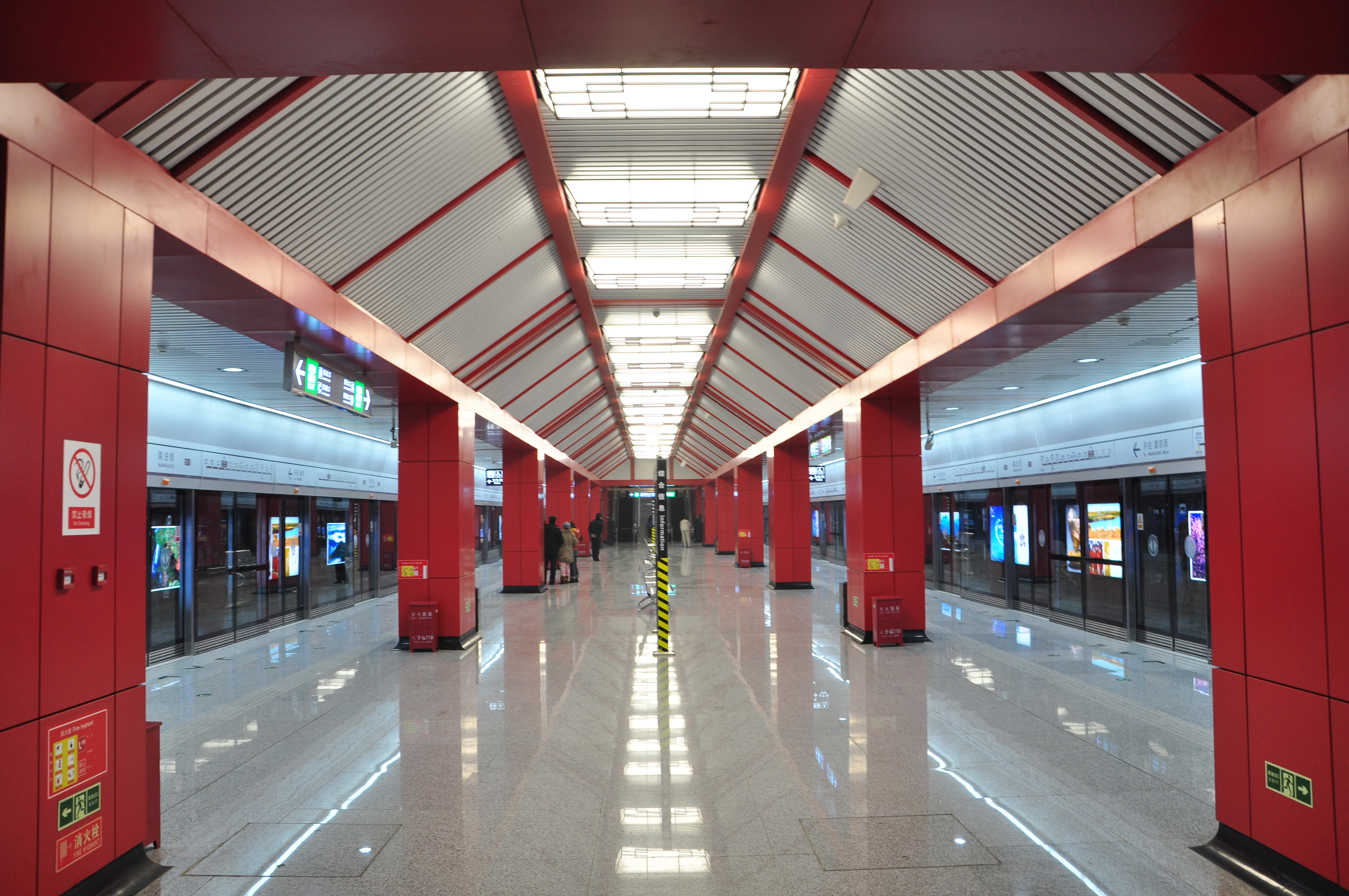
난파신역
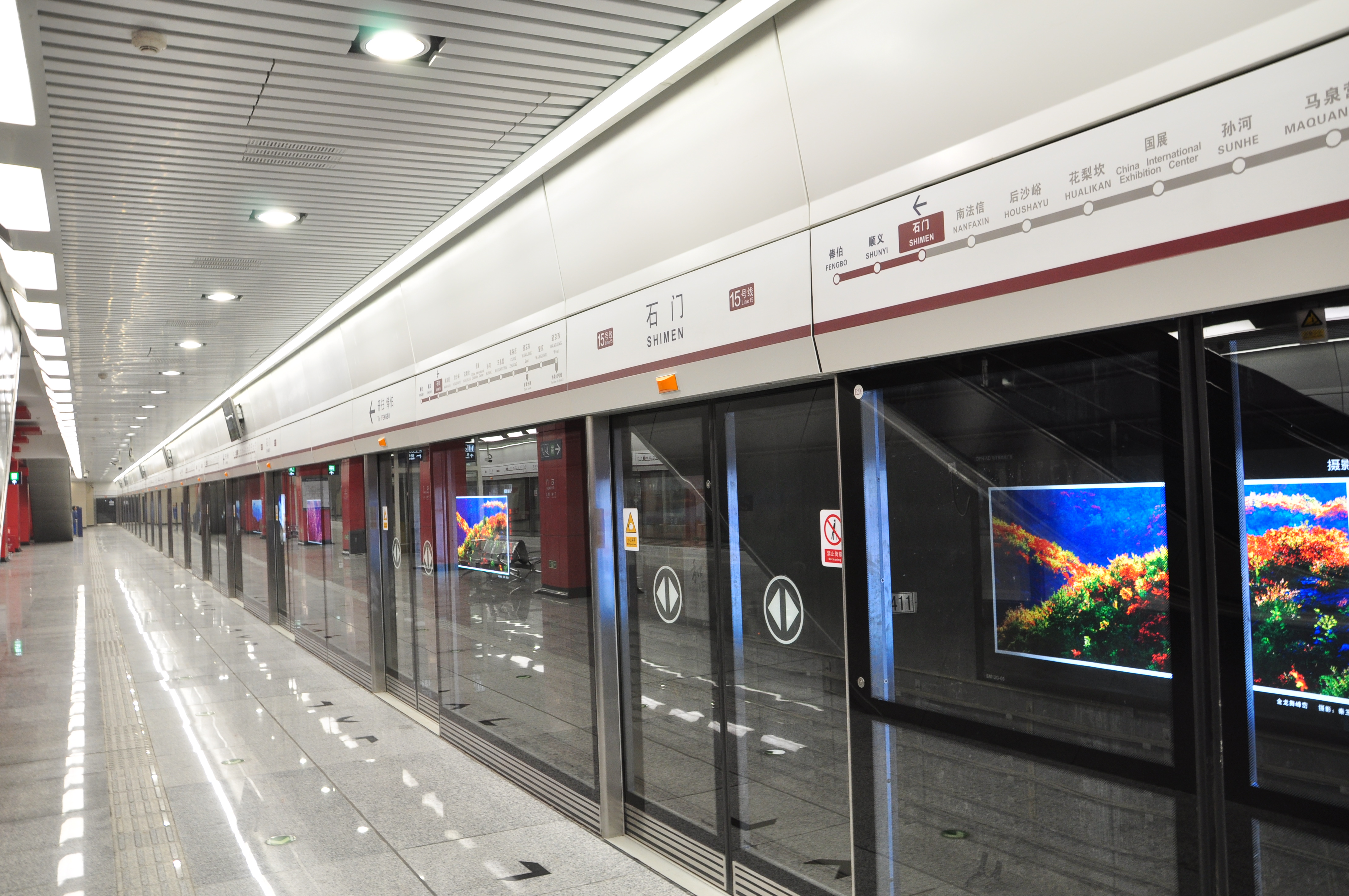
스먼역
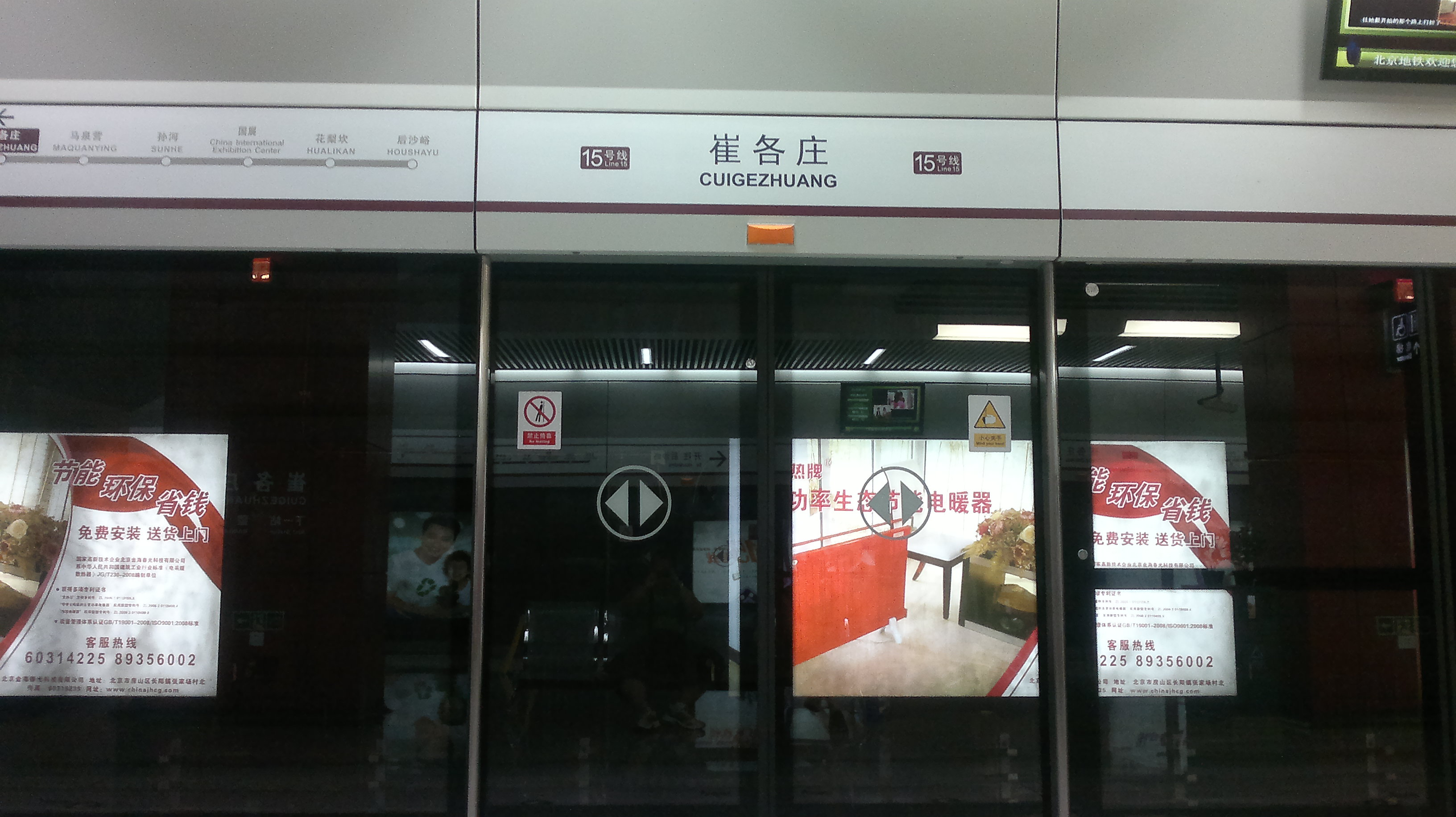
추이거좡역

## 같이 보기
- 베이징 지하철